# Sergentomyia corneti
Sergentomyia corneti är en tvåvingeart som beskrevs av Pastre 1975. Sergentomyia corneti ingår i släktet Sergentomyia och familjen fjärilsmyggor.
Artens utbredningsområde är Senegal. Inga underarter finns listade i Catalogue of Life.